# Кодекс Лод

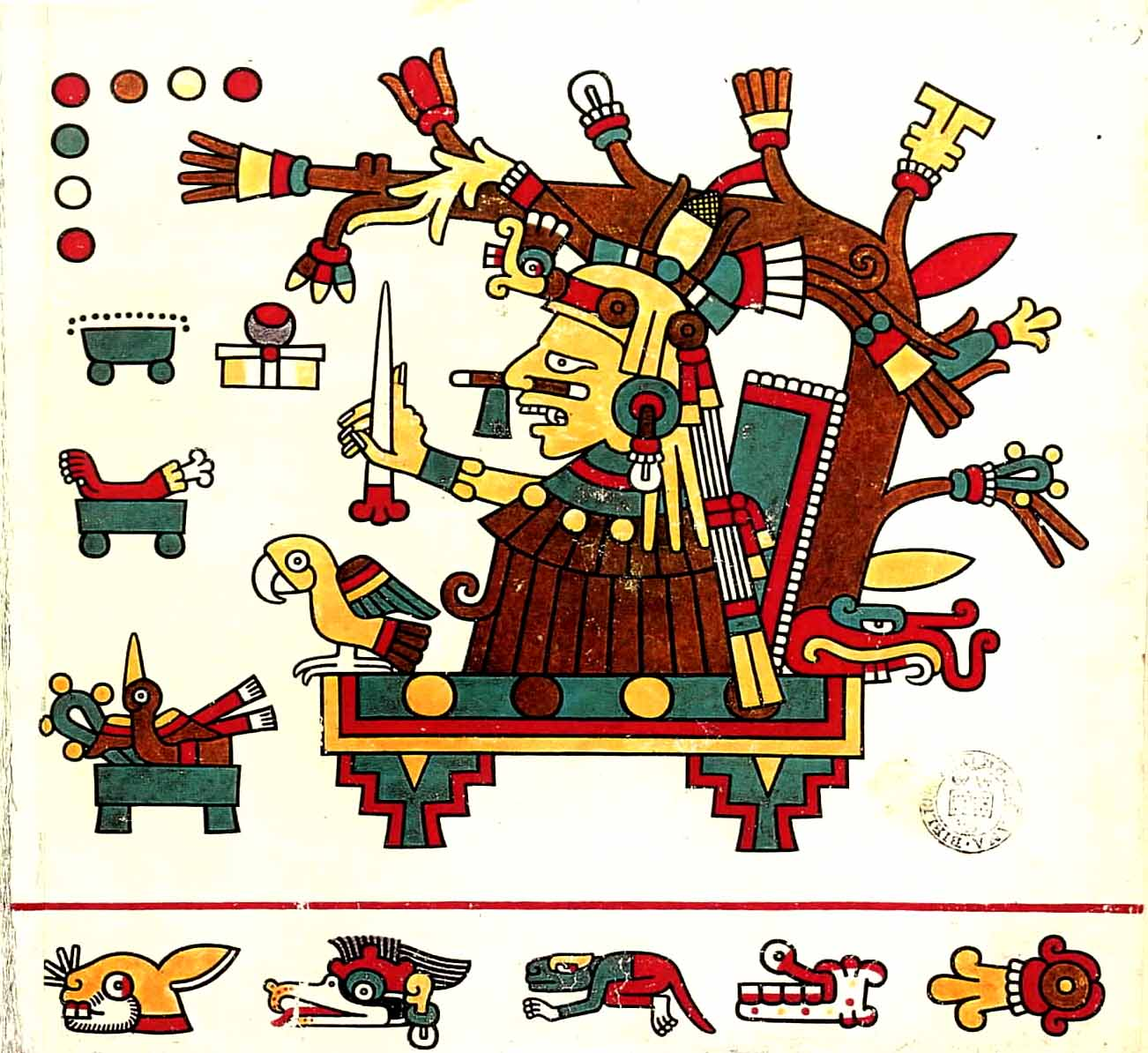
Кодекс Лод (уривок)

Кодекс Лод (Codex Laud) — один з месоамериканських кодексів ритуального-календарного змісту. Є однією з небагатьох доіспанських рукописів, що зберігся за часів колоніального періоду. Отримав назву на честь Вільяма Лода, архієпископа Кентерберійського та державного діяча часів англійського короля Карла I. Натепер знаходиться у Бодлеанській бібліотеці Оксфордського університету. Входить до Групи Борджіа. Це приклад мексиканського мистецтва, культури, релігії і духовності. Оригінал закрито для всіх, окрім найшанованіших дослідників Мезоамерики, доступні лише факсимільні копії.

## Історія
Створено наприкінці XIII або на початку XV ст. Автори невідомі. На думку низку дослідників створено індіанцями територій сучасних штатів Оахака або Пуебла, ймовірніше у м. Теотіллан. На думку інших — ольмеками, але під впливом ацтеків або тольтеків, про що свідчить присутність відповідних богів. В будь-якому разі автор походив з півдня Месоамерики (ацтекського прикордоння), оскільки був добре обізнаний про цивілізацію мая.
У 1623 році з Іспанії привіз спадкоємець англійського трону Карл (майбутній Карл I). Незабаром став власністю Вільяма Лода, який у 1636 році пожертвував кодекс бібліотеки Оскфордського університету. У 1966 році у Граці вийшло перше повне видання кодексу з коментарем Котті Берленд.

## Опис
Папір вироблений з оленячої шкіри, яка оброблена білим гіпсом або вапняком. Має зигзагоподібну форму, що дозволяє йому складатися. Складається з 24 аркушів з обох боків (48 листів), розміром 15,7х16,5 см. Загальна довжина становить 3,98 м. Написано піктографічним письмом. На відміну від інших кодексів відсутні коментарі іспанською мовою. Шкіряні палітурки з кінців додані пізніше. Над ним працювали 2 художники у різні часи. Частини рукопису втрачено. Більшість малюнків знаходяться у відмінному стані.
Застосовані переважно чорні та сині фарби, частково червоні, у меншій мірі жовтні. Читається справа наліво.

## Зміст
Становить 11 розділів, які розкривають етапи людського життя, діяльність жерців. Є важливішим джерелом з розуміння ритуалів корінних мешканців, їх релігійних уявлень, Центральної Мексики та календаря тональпоуаллі. Водночас присутньо багато знань про культуру мая.
Зображення включають тварин, які часто вказують дати, а також богів та монстрів. Дні були показані маленькими колами, що представляють сонце: великі цифри були написані в стилі мая у вигляді рисок і крапок.
Частина кодексу присвячена астрономії, тут надається опис затемнення Сонця, яке зображено у колі 9 божеств. Інша частина кодексу має кілька зображень, що стосуються смерті. Деякі сцени зображують людські жертвоприношення.